# Chester Ashley

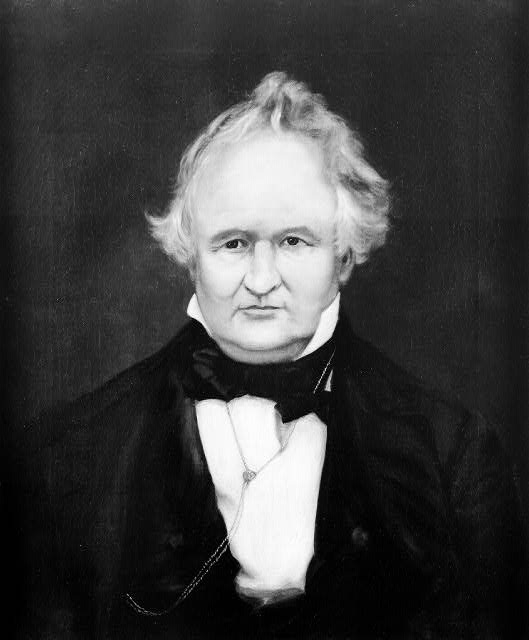
Chester Ashley

Chester Ashley (* 1. Juni 1790 in Amherst, Massachusetts; † 29. April 1848 in Washington D.C.) war ein US-amerikanischer Politiker (Demokratische Partei), der den Bundesstaat Arkansas im US-Senat vertrat.
Der in Massachusetts geborene Chester Ashley war noch ein Kind, als seine Eltern mit ihm in den Staat New York zogen, wo sich die Familie in Hudson niederließ. Er kehrte zum Studium in seinen Heimatstaat zurück und machte seinen Abschluss am Williams College in Williamstown. Danach wurde er in Litchfield (Connecticut) zum Anwalt ausgebildet; seine juristischen Studien vervollständigte er in Illinois und Missouri. 1820 zog er nach Little Rock, wo er schnell zu einem der bekanntesten Juristen im Arkansas-Territorium aufstieg; zeitweise arbeitete er in einer Praxis mit dem späteren Gouverneur des Territoriums, Robert Crittenden. Gemeinsam gründeten sie die Kanzlei Rose Law Firm, die noch heute besteht und die drittälteste Anwaltskanzlei in den Vereinigten Staaten ist.
Ashley war als Anwalt bekannt. Er erwarb Sklaven und Plantagen im Südosten des Staates und spekulierte mit Land. Sein dadurch wachsender Wohlstand führte dazu, dass er in die Politik ging. Bei der Präsidentschaftswahl 1844 leitete er die erfolgreiche Kampagne für James K. Polk in Arkansas, der zum Präsidenten gewählt wurde; der Whig-Kandidat Henry Clay unterlag. Im selben Jahr wurde er durch die Staatslegislative von Arkansas zum Nachfolger des verstorbenen US-Senators William S. Fulton berufen. Er nahm sein Mandat ab dem 8. November 1844 wahr und wurde 1846 im Amt bestätigt. In der Folge stand er unter anderem dem Justizausschuss des Senats vor. Zwei Jahre später starb er in Washington. Er wurde auf dem Mount Holly Cemetery, in Little Rock begraben.
Das Ashley County in Arkansas ist nach Chester Ashley benannt.